# Jean-Baptiste Trystram (homme politique, 1845-1927)
Pour les articles homonymes, voir Trystram.
Jean-Baptiste Trystram fils est homme politique français né le 2 septembre 1845 à Dunkerque (Nord) et mort le 26 août 1927 à Petite-Synthe (Nord).

## Biographie
Fils de Jean-Baptiste Trystram, député et sénateur du Nord, il se lance à la suite de son père comme négociant à Dunkerque, où il préside la Chambre de commerce de Dunkerque à partir 1899 jusqu'en 1907.
Il est aussi administrateur des chemins de fer du Nord, et administrateur de la Banque de France.
Il succède à son père comme sénateur, en 1905, et conserve son siège jusqu'en 1924. Il s'occupe exclusivement des intérêts de Dunkerque.
Le 6 janvier 1924, il a la sagesse de ne pas solliciter le renouvellement de son mandat en raison de son âge et de son état de santé.
Il meurt trois ans plus tard, le 26 août 1927, à 1, rue Nationale à Petite-Synthe, dans le Nord et inhumé dans le caveau de famille au cimetière de Dunkerque.

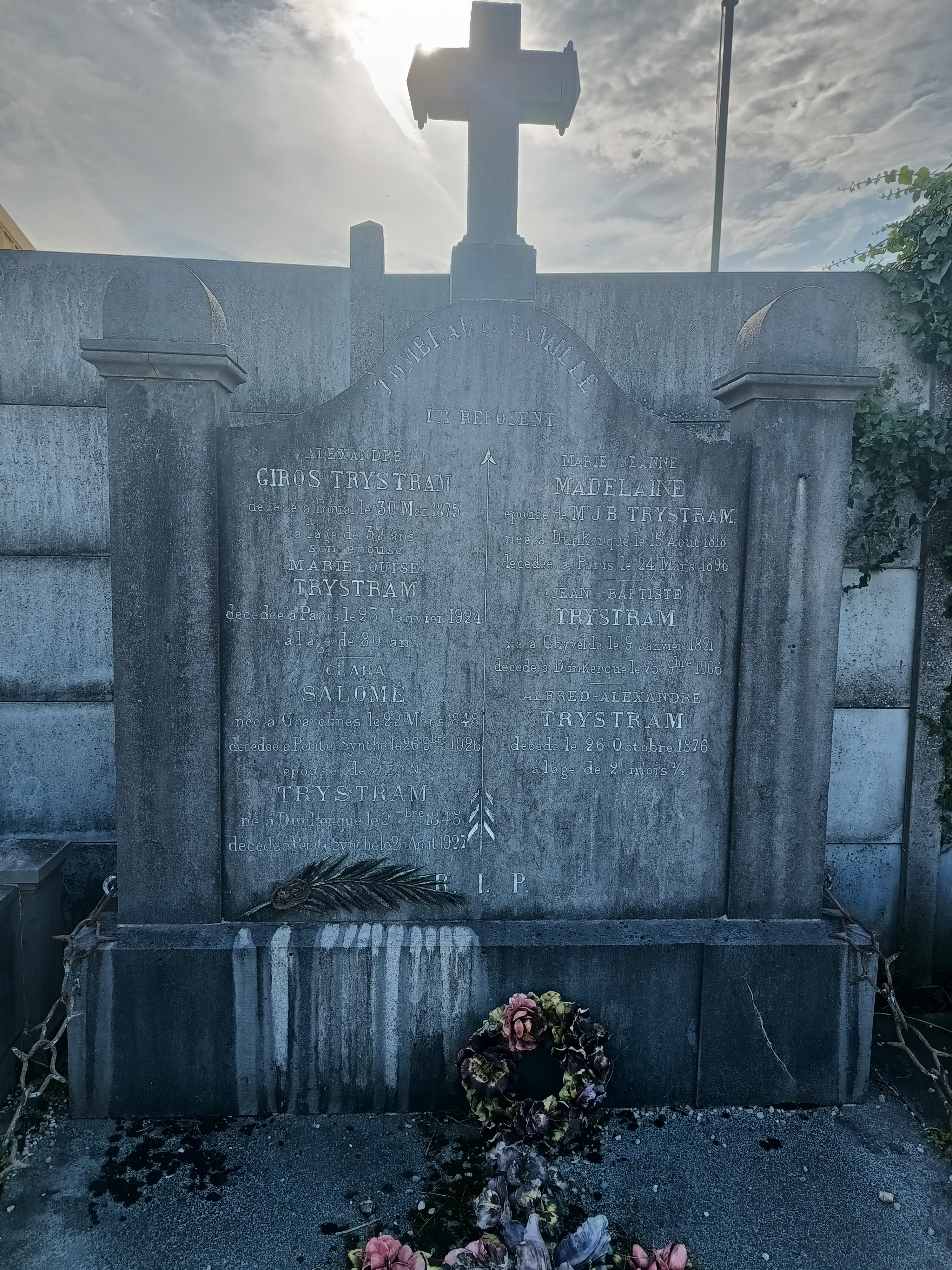
Tombe de Jean-Baptiste Trystram au cimetière de Dunkerque.

## Distinctions[3]
- Chevalier de la Légion d'honneur ( (par décret du 16 mai 1900).
- Chevalier de l'ordre de Vasa.
- Commandeur de l'ordre royal du Cambodge.

## Sources
- « Jean-Baptiste Trystram (homme politique, 1845-1927) », dans le Dictionnaire des parlementaires français (1889-1940), sous la direction de Jean Jolly, PUF, 1960 [détail de l’édition]